# Okoły (województwo mazowieckie)
Okoły – dawna kolonia w Polsce położona w województwie mazowieckim, w powiecie otwockim, w gminie Celestynów.
W latach 1975–1998 miejscowość należała administracyjnie do województwa warszawskiego.
Nazwę zniesiono z 2023 r.
Wierni Kościoła rzymskokatolickiego należą do parafii Matki Bożej Anielskiej w Starej Wsi.